# Bosc-Bénard-Commin
Bosc-Bénard-Commin ist eine Ortschaft und ehemalige französische Gemeinde mit zuletzt 319 Einwohnern (Stand: 1. Januar 2017) im Département Eure in der Region Normandie. Sie gehörte zum Arrondissement Bernay, zum Kanton Bourgtheroulde-Infreville und zum Kommunalverband Roumois Seine. Die Einwohner werden Hébertais genannt.
Mit Wirkung vom 1. Januar 2016 wurden Bosc-Bénard-Commin, Bourgtheroulde-Infreville und Thuit-Hébert zur Gemeinde (Commune nouvelle) Grand Bourgtheroulde zusammengelegt.

## Geografie
Bosc-Bénard-Commin liegt etwa 31 Kilometer südwestlich von Rouen.

## Bevölkerungsentwicklung
| 1962                      | 1968 | 1975 | 1982 | 1990 | 1999 | 2006 | 2013 | 2017 |
| ------------------------- | ---- | ---- | ---- | ---- | ---- | ---- | ---- | ---- |
| 210                       | 161  | 200  | 193  | 247  | 252  | 308  | 311  | 319  |
| Quelle: Cassini und INSEE |      |      |      |      |      |      |      |      |

## Sehenswürdigkeiten
- Kirche Saint-Ouen
- Schloss Bosc-Bénard-Commin, seit 1935 Monument historique

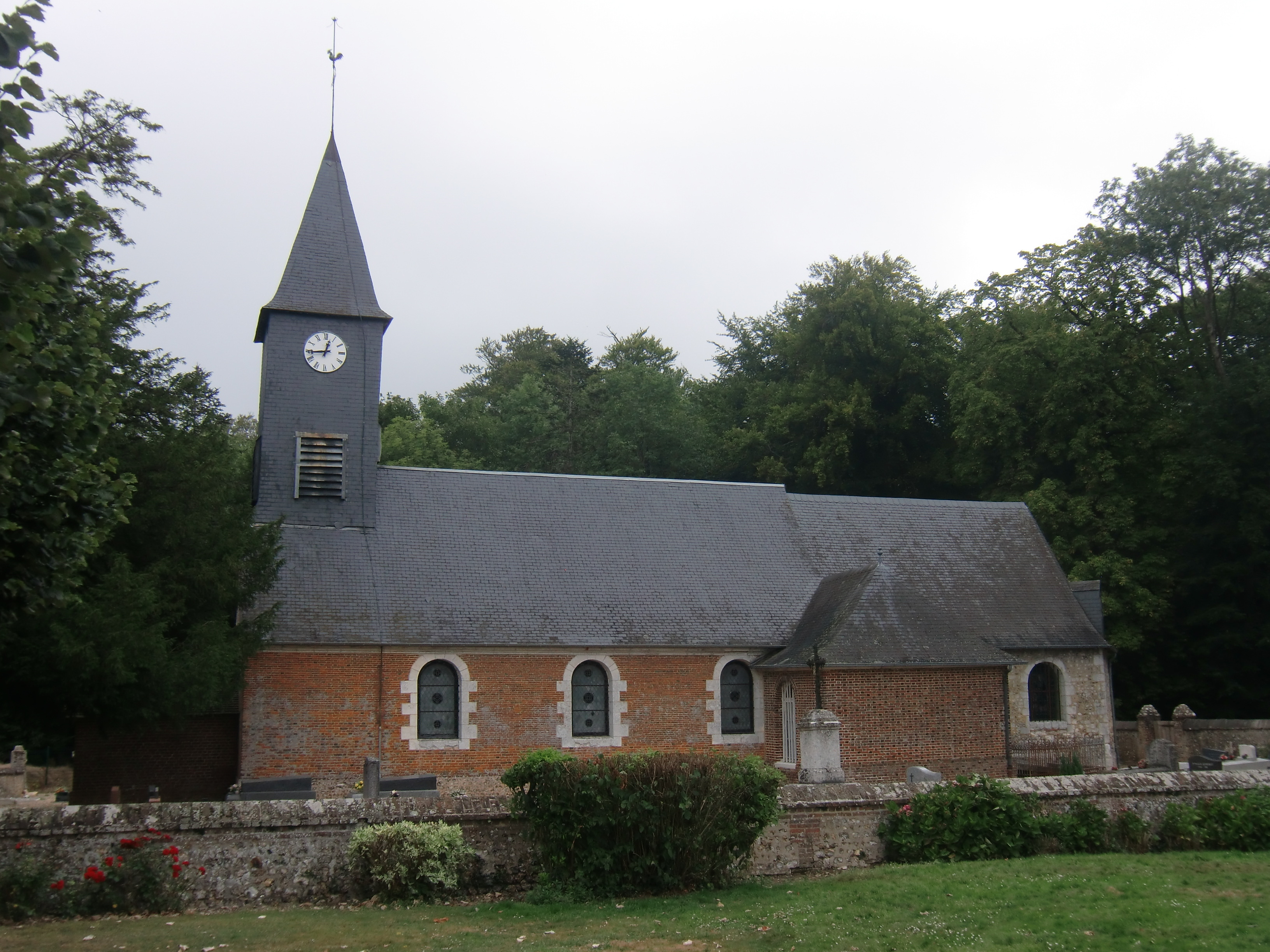
Kirche Saint-Ouen

- Schloss Le Camp-Héroult

## Persönlichkeiten
- Nicolas Thyrel de Boismont (1715–1786), Theologe, möglicherweise hier oder in Rouen geboren